# Trifurcula manygoza
Trifurcula manygoza is een vlinder uit de familie dwergmineermotten (Nepticulidae). De wetenschappelijke naam is voor het eerst geldig gepubliceerd in 2007 door van Nieukerken, A. & Z. Lastuvka.
De soort komt voor in Europa.